# کاماندوکایا
کاماندوکایا (به پرتغالی: Camanducaia) یک منطقهٔ مسکونی در برزیل است که در میناز ژرایس واقع شده‌است. کاماندوکایا ۵۲۷٫۵۷۲ کیلومتر مربع مساحت و ۲۱٬۸۰۱ نفر جمعیت دارد و ۱٬۰۱۵ متر بالاتر از سطح دریا واقع شده‌است.